# Acervo da Guerra de Canudos
O Acervo da Guerra de Canudos foi criado pelo poeta e escritor brasileiro José Aras. Ocupa uma sala no Educandário Oliveira Brito na cidade de Euclides da Cunha, sertão da Bahia. Nele podem ser vistas relíquias relacionadas com a Guerra de Canudos, como as granadas usadas pelo exército brasileiro, a bala do canhão Whitworth 32 ou "Matadeira", como o chamavam os Canudenses, punhais artesanais, moedas da época, fotografias de sobreviventes, clavinotes, espadas utilizadas pelos militares, além da cruz usada pelo coronel Tamarindo que, junto com o major Moreira César, comandou a terceira expedição.
Fazem ainda parte do acervo diversos livros, incluindo poesias de cordel escritas por José Aras e que falam sobre a epopeia que marcou toda a região.